# Annette Fahlsten

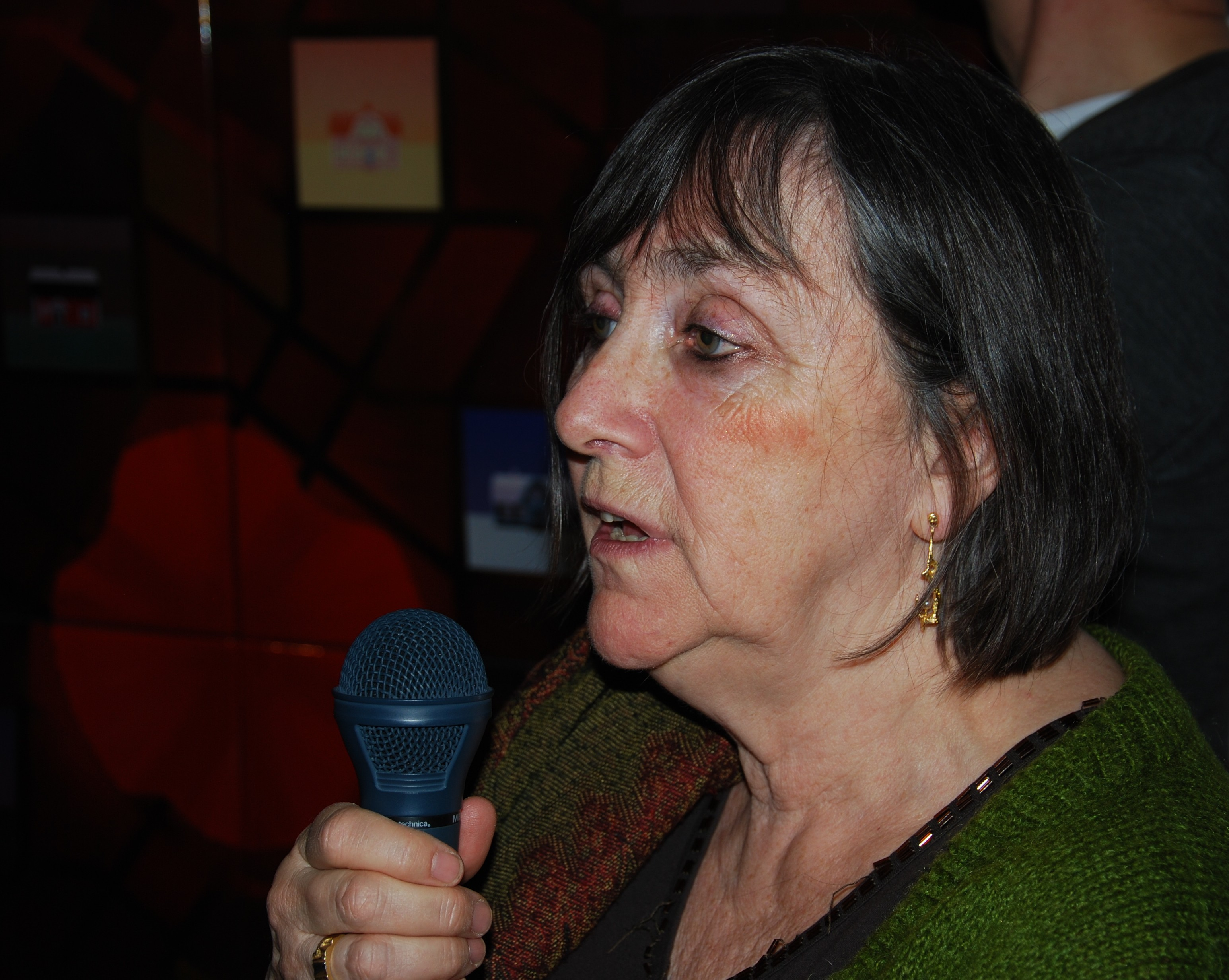
Annette Fahlsten vid invigning av en emaljkonstutställning på Gustavsbergs porslinsmuseum i februari 2012. I bakgrunden hennes verk Hemma hos, 1993-94

Maria Annette Fahlsten, född 24 juli 1943, är en svensk målare, grafiker och textilkonstnär.
Annette Fahlsten utbildade sig på avdelningen för dekorativ målning på Konstfack och studerade där bland annat textiltryck och scenografi, samt vid Det Kongelige Danske Kunstakademi i Köpenhamn. Hon var med och startade konstnärskollektivet Textilgruppen i Stockholm 1973 och arbetade i detta fram till 1987. Hon gjorde bland annat en affisch i screentryck, Låt hundra blommor blomma för bokhandelskedjan Oktober, som blev en av epokens mest kända textiltryck. Hon har gjort ett antal offentliga utsmyckningar i emalj och textil, bland annat stora emaljverk för två Silja line-färjor.
Annette Fahlsten bor och arbetar i Stockholm och i Bäckmora i Hälsingland.

## Offentlig utsmyckning i urval
- Textil i entréhallen till Brunnsviks folkhögskola, 1968
- Väggmålning i entrén till Landstingsarkivet i Stockholm, 1983
- Ridå i Häggviksskolan i Sollentuna kommun, 1988
- Emaljutsmyckning i Åkersberga simhall, 1993
- Blekingesalen på Länsstyrelsen i Karlskrona, textil, 1984
- Tio emaljverk på 2,4 x 4 meter i trapphallen i Silja Serenade, 1990
- Tio emaljverk på 2,4 x 4 meter i trapphallen i Silja Symphony, 1991
- Emaljutsmyckning i Åkersberga simhall, 1993
- Fyra rosor, väggtextil, 4,5 meter hög, cafeterian i Vårdhögskolan i Borås, 1998
- Utsmyckningar på Ede skolas fasad, 2001, Delsbo
- Vardagsliv i Högdalen, textiltryck i Vantörs kyrka i Stockholm